# Dono (comediante)
Wahjoe Sardono (30 de septiembre de 1951 - 30 de diciembre de 2001), más conocido por el seudónimo Dono, fue un actor, comediante y conferenciante indonesio. Formó parte del grupo cómico Warkop. Nacido en Delanggu, Klaten, la carrera de Dono comenzó mientras estudiaba en la Universidad de Indonesia (UI), donde trabajó como caricaturista y activista social. Más tarde, fue asistente de investigación del profesor Selo Soemardjan, profesor de sociología en la UI, y comenzó a dar diversas conferencias generales y grupales junto con Paulus Wirutomo.
Después de graduarse, Dono ganó popularidad junto con el grupo Warkop, protagonizando 34 películas cómicas entre 1980 y 1995. Continuaron su éxito con series de televisión desde 1996 hasta 2001. Además, Dono estuvo activamente involucrado como autor de varias novelas y numerosos artículos sobre problemas sociales en los medios de comunicación hasta el final de su vida. Falleció de cáncer de pulmón a finales de 2001.